# ۴۸۹ (قمری)
۴۸۹ (قمری)، چهارصد و هشتاد و نهمین سال در گاهشماری هجری قمری است. اول محرم این سال برابر با ششم ژانویه سال ۱۰۹۶ میلادی است.